# O-40烏鴉觀察機
 O-40烏鴉觀察機（英語：Raven)是柯蒂斯-萊特公司於1930年代製造的觀察機。

## 發展
1931年，為了回應美國陸軍航空兵團對新型觀察機的需求，柯蒂斯提出了單引擎雙翼方案Model 62，下機翼比上機翼小得多，被稱為倍半飛機（即“單發雙翼飛機”），而上翼的外板向後傾斜以避免重心問題。Model 62採用全金屬結構和硬殼式機身，並具有可伸縮尾輪起落架和向內伸縮的主輪。兩名機組人員並排坐在開放式駕駛艙內。
YO-40於1932年2月首飛。該機在同年5月墜毀，並重建為YO-40A。航空兵團另外訂購了四架YO-40A，但除下機翼，使其成為單翼飛機，最終被指定為Y1O-40B。
4架Y1O-40B於1933年6月交付，並在服役測試後重新命名為O-40B，由美國陸軍航空兵團第一偵察中隊使用。雖然飛機的性能和機動性良好，但空軍對駕駛艙佈置和低燃油容量感到不滿，因此沒有購買更多O-40B。最後一架O-40B於1939年退役。

## 型號
YO-40
原型機，採用萊特R-1820E旋風發動機
YO-40A
YO-40的重建版，配備了更堅固的機翼和封閉式駕駛艙，1938年報廢
Y1O-40B
單翼飛機版本，採用R-1820-27發動機，共4架
O-40B
重新命名後的Y1O-40B.

## 外部連結
- Photo